# Március 13.
Március 13. az év 72. (szökőévben 73.) napja a Gergely-naptár szerint. Az évből még 293 nap van hátra.
Névnapok: Ajtony, Krisztián + Arabella, Arita, Arvéd, Arvid, Csolt, Egyed, Ida, Lándor, Leander, Lizander, Lizandra, Patrícia, Roderik, Rodrigó, Rozina, Rut, Salamon, Salvador, Solt, Zina, Zolta, Zoltán

## Események

### Politikai események
- 1516 – Az elhunyt II. Ulászló királyt fia, a 10 éves II. Lajos követi a trónon. Gyámjai Bakócz Tamás, Bornemissza János és Brandenburgi György.
- 1569 – A jarnaci csatában[1] Anjou hercegének királyi hadai győzelmet aratnak az hugenották Condé és Coligny vezette csapatai felett. Condé elesik, a hugenotta sereg zöme sértetlenül elvonul.
- 1707 – A spanyol örökösödési háborúban Savoyai Jenő hadisikerei nyomán XIV. Lajos francia király lemond itáliai területi igényeiről.
- 1809 – IV. Gusztáv Adolf svéd királyt megfosztják trónjától.
- 1848 – Bécsben győz a forradalom, Metternich kancellár lemond és Angliába menekül.
- 1881 – Merényletben életét veszti II. Sándor orosz cár.
- 1912 – Megkötik a Balkán-szövetséget melynek célja, hogy a balkáni szláv államok területeiket az Oszmán Birodalom rovására kiterjeszthessék.
- 1938 – Az osztrák államtanács kimondja Ausztria csatlakozását Németországhoz (Anschluss).
- 1943 – A nácik erőszakkal felszámolják a krakkói zsidó gettót (13-án és 14-én).
- 1944 – Az U-852-es német búvárhajó elsüllyesztette a Peleus görög teherhajót nagyjából 1300 kilométerre Freetowntól délre.
- 1954 – Kezdetét veszi a megszálló franciák elleni Điện Biên Phủ-i csata Vietnámban.
- 2008 – Az orosz alsóháznak, a volt Szovjetunió területén lévő, elszakadásra törekvő vidékek „helyzetének rendezéséről” szóló meghallgatásán Dél-Oszétia képviselői „országuk” függetlenségének mihamarabbi elismerésére szólítanak fel. A képviselőház illetékes bizottsága orosz képviseletek megnyitását javasolja a kormánynak a szakadár köztársaságokban.
- 2013 – Jorge Mario Bergoglio argentin bíborost választotta meg a konklávé a római katolikus egyház új vezetőjének Rómában. A 266. pápa a Ferenc nevet választotta.

### Tudományos és gazdasági események
- 1781 – William Herschel felfedezi az Uránusz bolygót.
- 2008 – Az arany unciánkénti irányadó ára az amerikai határidős piacon első ízben meghaladja az 1000 dollárt.

### Kulturális események
- 2012 – Bejelentik, hogy az Encyclopædia Britannica 244 évvel 1768-as első megjelentetése után megszüntette a mű nyomtatott formájú kiadását.[2]

### Sportesemények
Formula–1
- 1983 –  Brazil Nagydíj, Jacarepagua – Győztes: Nelson Piquet  (Brabham BMW Turbo)

### Egyéb események
- 1838 – Pestet elönti az árvíz: a mentési munkálatokban részt vesz Wesselényi Miklós is

## Születések
- 1372 – I. Lajos orléans-i herceg, Mária magyar királynő első férje († 1407)
- 1733 – Joseph Priestley angol tudós, miniszter († 1804)
- 1741 – II. József német-római császár, magyar király, a „kalapos király” († 1790)
- 1781 – Karl Friedrich Schinkel, német klasszicista építész és festő († 1841)
- 1782 – Oreszt Adamovics Kiprenszkij a 19. század első évtizedeinek kiemelkedő orosz portréfestője († 1836)
- 1810 – Csernovics Péter gróf, politikus, az 1848–49-es szabadságharcban kormánybiztos († 1892)
- 1822 – Irinyi József, magyar hírlapíró, műfordító, a Márciusi ifjak tagja, az 1848. március 15-én kitört pesti forradalom követeléseit összefoglaló 12 pont ötletadója és első változatának megfogalmazója, országgyűlési képviselő, Irinyi János öccse († 1859)
- 1835 – Haggenmacher Károly malomgépész, feltaláló († 1921)
- 1838 – Anton Freissler osztrák üzletember és feltaláló, akinek jelentős találmánya és fejlesztése volt a páternoszter és a felvonó († 1916)
- 1850 – Donáth Gyula magyar szobrászművész († 1909)
- 1855 – Serly Lajos magyar származású amerikai zeneszerző, karmester, színigazgató († 1939)
- 1885 – Mező Ferenc magyar sporttörténész, tanár, olimpiai bajnok († 1961)
- 1888 – Anton Szemjonovics Makarenko szovjet pedagógus, író († 1939)
- 1894 – Auszmann György magyarországi német származású gazdálkodó, kommunista országgyűlési képviselő († 1969)
- 1899 – Kodolányi János magyar író, újságíró († 1969)
- 1902 – Ungvári Lajos Kossuth-díjas magyar szobrászművész († 1984)
- 1906
  - Hernádi Lajos zongoraművész, egyetemi tanár, érdemes művész (1953), Kossuth-díjas zenepedagógus († 1986)
  - Széchenyi Károly földbirtokos, üzletember († 1971)
- 1907
  - Nagy Gyula magyar szobrászművész († 1983)
  - Mircea Eliade román vallástörténész és író († 1986)
- 1908 – Csalog József régész, etnográfus, múzeumigazgató († 1978)
- 1911 – L. Ron Hubbard amerikai író, filozófus, vallásalapító († 1986)
- 1912 – Szabados Miklós tizenötszörös világbajnok asztaliteniszező († 1962)
- 1913
  - Joe Kelly (Joseph Kelly) ír autóversenyző († 1993)
  - Szergej Mihalkov szovjet-orosz író, költő, a Szovjetunió és az Oroszországi Föderáció állami himnuszainak írója († 2009)
- 1928 – Rogán Miklós magyar grafikusművész, könyvillusztrátor († 1992)
- 1937 – Vlagyimir Szemjonovics Makanyin orosz író († 2017)
- 1940 – Kürti Papp László magyar színész, előadóművész († 2002)
- 1941 – Malgot István magyar szobrász, bábművész, rendező, író.
- 1943
  - Árkossy István magyar festőművész, grafikus
  - Mike Fisher amerikai autóversenyző
- 1947 –  Tunyogi Péter, a P. Mobil, a Tunyogi Rock Band. és a Mobilmánia énekese († 2008)
- 1949 – Julia Migenes amerikai opera-énekesnő (szoprán)
- 1952 – Rapai Ágnes magyar költő, író
- 1953 – Horváth Sándor erdélyi matematikus, a Bolyai János emlékére Marosvásárhelyen 2002-ben felállított Pszeudoszféra-emlékmű tervezője
- 1960 – Adam Clayton a U2 basszusgitárosa
- 1968 – Malek Andrea Máté Péter-díjas magyar színésznő, énekesnő
- 1969 – Hevér Gábor magyar színész
- 1970 –  Weisz László  ("Kicsi"), a Kalapács, a Zorall, és a Dirty Dance gitárosa.
- 1972 – Tóth Levente magyar színész
- 1983 − Tompos Kátya Jászai Mari-díjas magyar színésznő, énekesnő († 2024)
- 1984 – Noel Fisher kanadai színész
- 1987
  - Szebeny Miklós magyar atléta
  - Michael Rock angol úszó
- 1993 – Schoblocher Barbara magyar énekesnő
- 1997 – Dura Veronika magyar színésznő
- 1998 – Liu Shaoang olimpiai bajnok magyar rövidpályás gyorskorcsolyázó

## Halálozások
- 1202 – III. Mieszko lengyel fejedelem (* 1122–1125 között)
- 1516 – II. Ulászló magyar és cseh király (* 1456)
- 1569 – I. Louis de Bourbon-Condé, a Condé-ház alapítója, a hugenotta tábor vezetője a francia vallásháborúkban (* 1530)
- 1573 – Michel de L’Hospital francia kancellár, jogász, diplomata (* 1505 k.)
- 1711 – Nicolas Boileau francia költő, esztéta, műkritikus (* 1636)
- 1719 – Johann Friedrich Böttger német alkimista, az európai porcelángyártás úttörője (* 1682)
- 1808 – VII. Keresztély dán király (* 1749)
- 1813 – Kiss József vízépítő mérnök, hadmérnök (* 1748)
- 1832 – Aleksander Orłowski, lengyel rajzoló, grafikus és festő (* 1777)
- 1881 – II. Sándor orosz cár[3] (* 1818)
- 1901 – Benjamin Harrison az Amerikai Egyesült Államok 23. elnöke, hivatalban 1889–1893-ig (* 1833)
- 1905 – Schulek Vilmos orvos, szemész, az MTA tagja (* 1843)
- 1933 – Robert Innes skót-dél‑afrikai csillagász (* 1861)
- 1952 – Lucich Károly altengernagy, a Császári és Királyi Dunai Flottilla parancsnoka, a Hadtörténeti Levéltár és Múzeum igazgatója (* 1868)
- 1955 – Farkas Imre politikus, országgyűlési képviselő (* 1893)
- 1975 – Ivo Andrić boszniai származású író, költő, közéleti személyiség (* 1892)
- 1982 – Bernáth Aurél Kossuth- és Munkácsy-díjas magyar festő (* 1895)
- 1987 – Bernhard Grzimek német zoológus, filmrendező (* 1909)
- 1991 – Kántás Károly Kossuth-díjas geofizikus, az MTA tagja, a tellurikus módszer bevezetője a magyarországi geofizikai nyersanyagkutatásba (* 1912)
- 1994 – Benda Kálmán Széchenyi-díjas magyar történész (* 1913)
- 1996 – Krzysztof Kieślowski lengyel filmrendező, forgatókönyvíró (* 1941)
- 2016 – Verebes József magyar labdarúgó, edző, mesteredző (* 1941)
- 2022 – William Hurt Oscar-díjas amerikai színész (* 1950)
- 2024 – Gát György magyar rendező, forgatókönyvíró, producer, színész, dramaturg (* 1947)
- 2024 – Szilágyi István Kossuth-díjas erdélyi magyar író, a nemzet művésze (* 1938)